# LAMP (ソフトウェアバンドル)

The LAMP software bundle (here additionally with Squid). A high performance and high-availability solution for a hostile environment

LAMP（ランプ）とは、OSであるLinux、WebサーバであるApache HTTP Server、データベースであるMySQL、スクリプト言語であるPerl、PHP、Pythonを総称した頭文字から成る造語である。動的（ダイナミック）なウェブコンテンツを含むウェブサイトの構築に適した、オープンソースのソフトウェア群である。これらは、それぞれ独自に開発されたものである。
- Linux
- Apache, Webサーバ
- MariaDB・MySQL
- P for PHP・Perl・Python

この起源は、1998年にドイツのコンピュータ雑誌であるC'tにてミハエル・クンツェ(Michael Kunze)が提唱したのが始まりである。

## LinuxディストリビューションにおけるLAMP
いくつかのサーバー用Linuxディストリビューションにおいては、LAMPがセットになって配布される。LAMPを1つのセットにすることで、OSのインストール時にLAMPの多くの設定・関連付けを自動的に行うことができ、サーバー管理者の手間を軽減させることができる。

## 類似用語
LAPP
LAMPのMariaDB・MySQLをPostgreSQLに替えたもの。
XAMPP
apachefriends.orgから提供されているパッケージ。
WISP/WISA
マイクロソフトがLAMPに対抗するために示した言葉。Windows、IIS、SQL Serverと、PHPまたはASP.NETから成る。
MEAN
2013年にMongoDBの開発者のValeri Karpovにより提唱された、MongoDB,Express,AngularJS,Node.jsを総称した用語である。サーバーサイドからクライアントサイドまでの全ての実装がJavaScriptのみで完結できる。